# Müller Adolf (tanító)
Müller Adolf (Pápa, 1844. november 22. – Budapest, Erzsébetváros, 1918. március 25.) hitközségi tanító, Müller Marcell (1876–1902) orvos apja.

## Élete
Müller Salamon és Müller Janka fiaként született szegény iparoscsaládban. A Pápai Református Főgimnáziumban 1867-ben érettségi vizsgát tett. Ezt követően beiratkozott a Magyar Királyi Tudományegyetem Orvostudományi Karára, azonban anyagi nehézségei miatt nem tudta befejezni. Két évig nevelőként működött, majd visszatért a fővárosba és bölcsészhallgató lett. A Pesti Izraelita Hitközség elemi iskolájában előbb helyettes, 1871 szeptemberétől rendes tanárnak nevezték ki.
Cikkei a Népnevelők Lapjában (1875. Az iskolai padokról).
A Kozma utcai izraelita temetőben nyugszik.

## Családja
Felesége Herzog Sarolta (1857–1923) volt, akivel 1875. március 31-én Budapesten kötött házasságot.
Gyermekei:
- Müller Marcell (1876–1902) orvos.
- Müller Vilmos (1878–?) magánhivatalnok. Felesége Adler Róza.

## Munkái
- Héber abc és olvasókönyv izraelita népiskolák számára. Budapest, 1878. (2. átdolgozott és bővített kiadás. 1885., 3. k. 1888., 10. k. 1897. 11. k. 1901. Budapest, Országos Izraelita Tanító Egyesület kiadványai XXIV.)
- Magyar abc és olvasókönyv izraelita népiskolák számára. Budapest, 1882. (6. javított és bővített kiadás 1900., 7. kiad. Budapest, 1903. Az Országos Izraelita Tanító Egyesület kiadványai XII.)
- Magyar nyelvtan a népiskolák III. osztálya számára. Budapest, 1887